# Phường 3, Kiến Tường
Phường 3 là một phường thuộc thị xã Kiến Tường, tỉnh Long An, Việt Nam.

## Địa lý
Phường 3 có vị trí địa lý:
- Phía đông giáp Phường 1
- Phía tây giáp xã Tuyên Thạnh
- Phía nam giáp xã Thạnh Hưng
- Phía bắc giáp xã Bình Hiệp với ranh giới là sông Vàm Cỏ Tây.

Phường 3 có diện tích 7,96 km², dân số năm 2013 là 4.239 người, mật độ dân số đạt 533 người/km².

## Hành chính
Phường 3 được chia thành 3 khu phố: 1, 2, 3.

## Lịch sử
Ngày 18 tháng 3 năm 2013, Chính phủ ban hành Nghị quyết số 33/2013/NQ-CP về việc thành lập Phường 3 thuộc thị xã Kiến Tường trên cơ sở điều chỉnh 796,04 ha diện tích tự nhiên và 4.239 người của xã Tuyên Thạnh.
Ngày 18 tháng 7 năm 2019, HĐND tỉnh Long An ban hành Nghị quyết số 43/NQ-HĐND về việc sáp nhập khu phố 4 vào khu phố 3.